# Manuell muskeltestning
Manuell muskeltestning, förkortad MMT, används för att kunna bedöma en muskels relativa kraft, i förhållande till andra muskler i kroppen.
En manuell muskeltest, eller neuromuskulär test, mäter dock inte rå muskelstyrka utan är en bedömning av hur kroppens nervsystem kan kontrollera muskelfunktionen. Det är alltså en neurologisk test, inte en styrketest. 
Manuell muskeltestning har använts sedan slutet av 1800-talet som en del inom traditionell svensk sjukgymnastik, därefter inom amerikansk fysioterapi och sedan mitten av 1900-talet inom amerikansk kiropraktik.
För att kunna använda manuell muskeltestning inom sport, idrott, fysioterapi och kinesiologi krävs det att utövaren har mycket goda kunskaper inom anatomi, rörelselära och musklers funktion.
Vidare krävs det att terapeuten har en djup förståelse och kunskap om neurofysiologi och neurologiska reflexer, mekanoreceptorernas funktion i musklerna och det sensoriska och motoriska nervsystemets funktioner. 

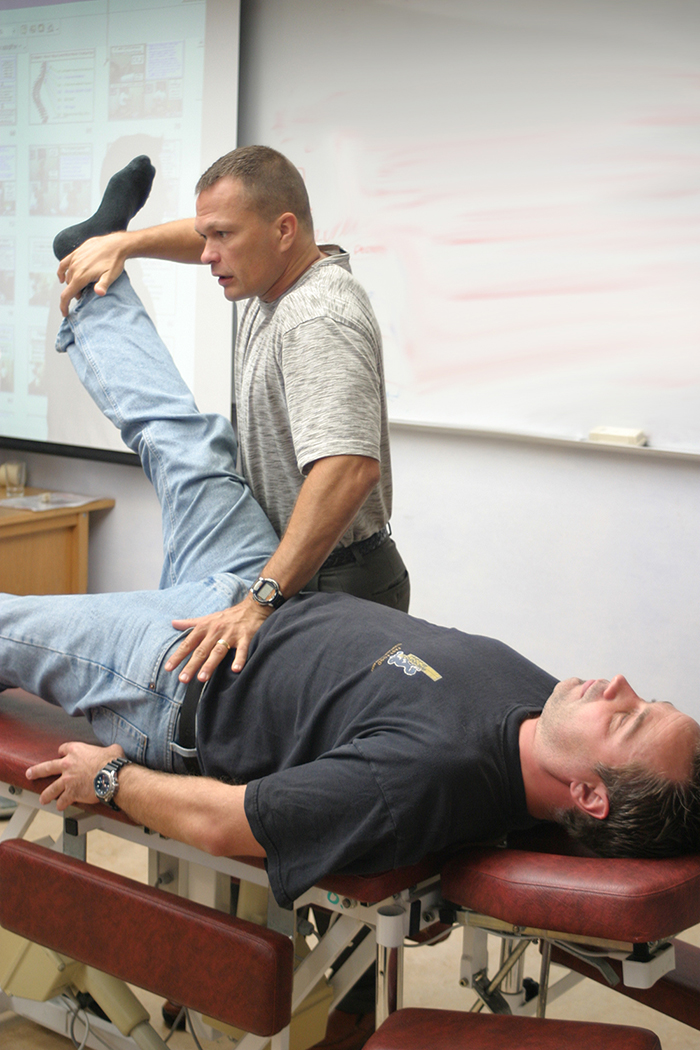
MMT Manuell muskeltestning av M. psoas major inom fysioterapi och tillämpad kinesiologi

## Användning i USA och Sverige
I USA används "manual muscle testing" främst av physical therapists (PT)  och amerikanska kiropraktorer. I Sverige får svenska kiropraktorer och naprapater lära sig en begränsad mängd manuella muskeltester. Svenska fysioterapeuter saknar idag mer omfattande utbildning i manuell muskeltestning, trots att metoden grundades av svenska sjukgymnaster på 1800-talet och sedan vidareutvecklades av amerikanska fysioterapeuter  i USA för 100 år sedan.
Den yrkesgrupp som idag har mest kunskap och utbildning i manuell muskeltestning i Sverige är de som gått utbildning till Fysiopraktor och Kinesiolog.

## Historia
Manuell Muskeltestning utvecklades under 1860-1880-talen av svenska sjukgymnaster / fysioterapeuter från Gymnastiska Centralinstitutet (G.C.I.) i Stockholm. Pehr Henrik Lings högskola GCI skapade den Medicinska Gymnastiken som är grunden för all fysioterapi och sjukgymnastik i världen. En liten del av den 3-åriga utbildningen på heltid upptogs av massage och massageterapi, som utomlands blivit känd som "Swedish Massage".
Sverige var under denna period, för 150-200 år sedan, pionjären och världsledande inom all manuell medicin och skapade det nya yrket Sjukgymnast / Fysioterapeut. Detta var alltså innan såväl osteopati, kiropraktik som naprapati hade skapats.
En svensk ortopedläkare och utbildad GCI-sjukgymnast, Gustaf Zander, skapade grunden till det som idag, 150 år senare, är alla världens gym. Han utvecklade och byggde själv över 70 olika styrketräningsmaskiner, baserade på den specifika muskelträning och specifika kunskap om musklernas funktion som utarbetats på G.C.I. 
Zanders gym-maskiner spreds senare över hela världen.
1887 blev Sverige det första landet i världen som gav en statlig legitimation till Sjukgymnaster/Fysioterapeuter.

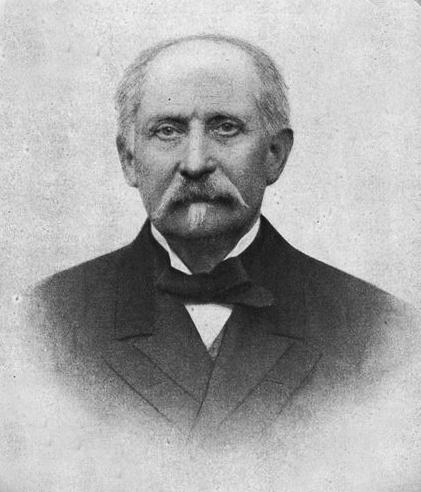
Henrik Kellgren. Foto i Hvar 8 Dag1907.

Den allra första, fortfarande dokumenterade, manuella muskeltesten gjordes av den kände svenske sjukgymnasten och fysioterapeuten Henrik Kellgren, utbildad på GCI i Stockholm.
Henrik Kellgren var en pionjär inom Traditionell kinesiologi och fysioterapi och startade många kliniker och institut i Sverige, Tyskland och England. Han var morfar till James Cyriax, som senare grundade det som kallas för Ortopedisk Medicin (Orthopedic Medicine).

### Manual Muscle Testing i USA
Metoden att testa muskler spred sig så småningom även till USA, med hjälp av flera svenska sjukgymnaster utbildade på GCI i Stockholm. I Boston grundade svenska medicinska gymnaster från GCI i Sverige, "Boston Normal School of Gymnastics BNSG" och "Posse School of Physical Education and Physiotherapy". 
Manuell muskeltestning blev senare vidareutvecklad av fysioterapeuten Wilhelmine G Wright och ortopedkirurgen Robert W Lovett vid Harvard University i Boston, i början 1910-talet., 
De flesta muskeltester som används idag inom modern Manuell Muskeltestning kommer från fysioterapeuterna Henry Kendall  och Florence Kendall  och fysioterapeuterna Lucille Daniels och Catherine Worthingham under 1930-1940-talet.
Den praktiska användningen av manuell muskeltestning inom analys och diagnos blev fördjupad och vidareutvecklad i USA av kiropraktor George Goodheart och kiropraktor Alan Beardall under 1960 och 1970-talen, inom Applied Kinesiology och Clinical Kinesiology. 
Kiropraktor Alan Beardall inom Clinical Kinesiology har helt själv utvecklat fler manuella muskeltester (ca 150 st) än någon annan terapeut i världen.